# Таклобан
Таклобан (філ.: Lungsod ng Tacloban; вар.: Syudad han Tacloban; англ. Tacloban City)  — місто на Філіппінах, на північному сході острову Лейте. Адміністративний центр провінції Лейте та регіональний центр Східних Вісаїв. Населення — 242 089 осіб (перепис 2015). В 1974 році місто було сполучене з узбережжям острову Самар мостом, через який проходить Трансфіліппінська швидкісна автомагістраль. Місто є основним торговим центром острову, в ньому знаходиться аеропорт. Промисловість: виготовлення кошиків, мішків, гончарних виробів; швейні майстерні.

## Клімат
Місто знаходиться у зоні, котра характеризується вологим тропічним кліматом. Найтепліший місяць — травень із середньою температурою 28.3 °C (83 °F). Найхолодніший місяць — січень, із середньою температурою 26.1 °С (79 °F).
| Клімат Таклобана        | Клімат Таклобана | Клімат Таклобана | Клімат Таклобана | Клімат Таклобана | Клімат Таклобана | Клімат Таклобана | Клімат Таклобана | Клімат Таклобана | Клімат Таклобана | Клімат Таклобана | Клімат Таклобана | Клімат Таклобана | Клімат Таклобана |
| Показник                | Січ.             | Лют.             | Бер.             | Квіт.            | Трав.            | Черв.            | Лип.             | Серп.            | Вер.             | Жовт.            | Лист.            | Груд.            | Рік              |
| Абсолютний максимум, °C | 37               | 35               | 40               | 40               | 39               | 38               | 38               | 38               | 39               | 38               | 37               | 41               | 41               |
| Середній максимум, °C   | 27               | 28               | 29               | 30               | 31               | 30               | 30               | 31               | 30               | 30               | 29               | 28               | 30               |
| Середня температура, °C | 26               | 26               | 26               | 27               | 28               | 28               | 27               | 28               | 27               | 27               | 27               | 26               | 27               |
| Середній мінімум, °C    | 23               | 23               | 23               | 25               | 25               | 25               | 25               | 25               | 25               | 25               | 24               | 23               | 24               |
| Абсолютний мінімум, °C  | 16               | 19               | 20               | 20               | 21               | 21               | 16               | 20               | 20               | 21               | 16               | 12               | 12               |
| Норма опадів, мм        | 280              | 210              | 150              | 120              | 150              | 160              | 160              | 120              | 140              | 200              | 280              | 330              | 2380             |
| ----------------------- | ---------------- | ---------------- | ---------------- | ---------------- | ---------------- | ---------------- | ---------------- | ---------------- | ---------------- | ---------------- | ---------------- | ---------------- | ---------------- |
| Джерело: Weatherbase    |                  |                  |                  |                  |                  |                  |                  |                  |                  |                  |                  |                  |                  |

## Стихійне лихо
В листопаді 2013 місто було цілком зруйновано тайфуном «Хайянь».